# 豐和89式5.56毫米突擊步槍

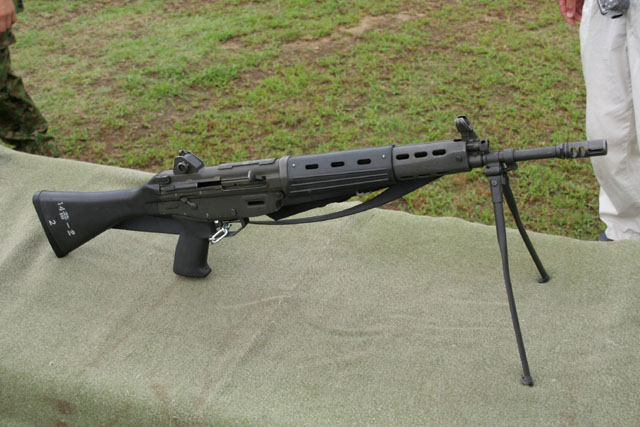
89式步槍

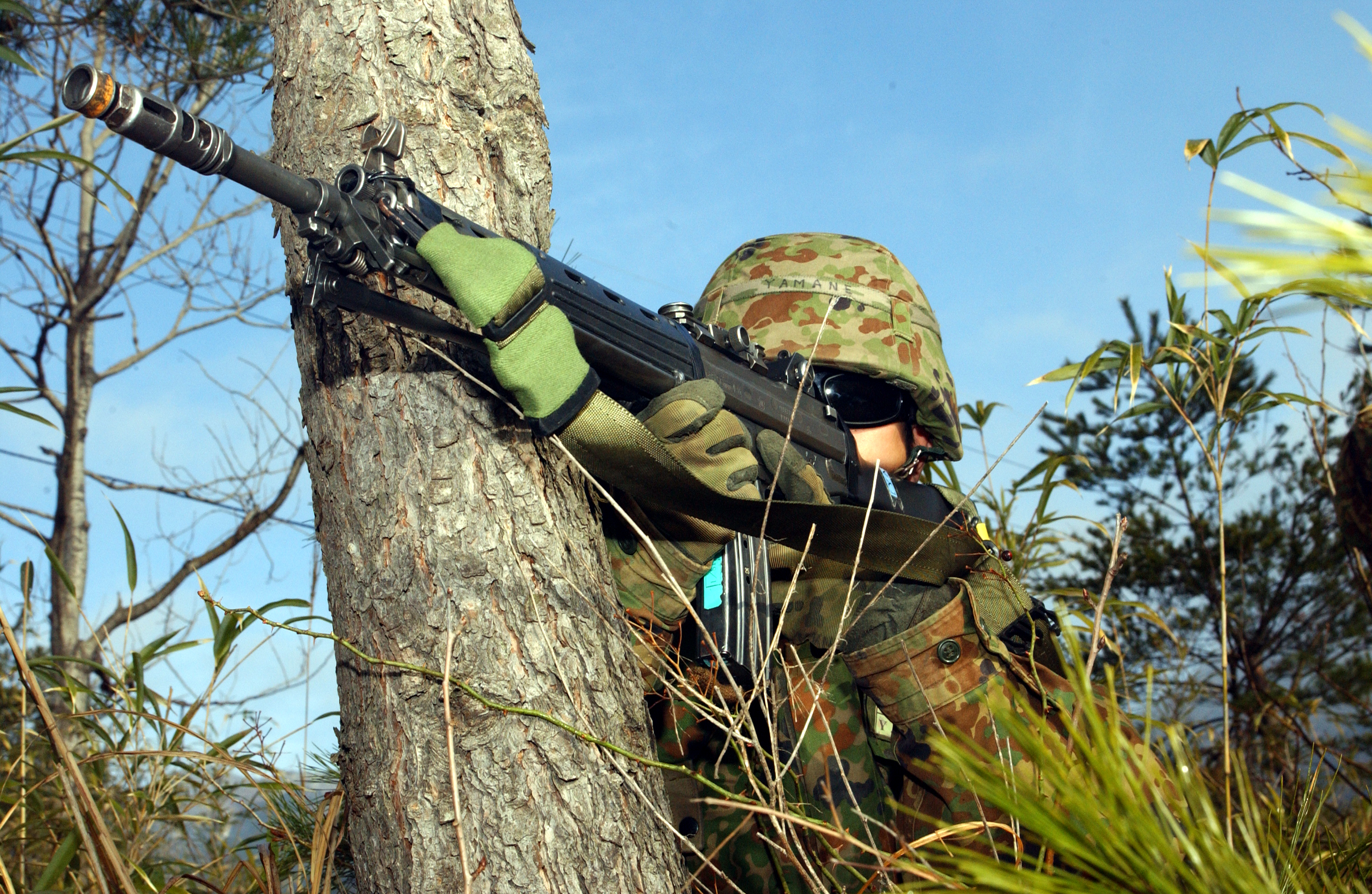
一名自衛官和他手持89式步槍，注意裝在槍口上的空包彈助退器。

89式5.56毫米步槍（89式5.56mm小銃、はちきゅうしきごうてんごうろくみりしょうじゅう）是豐和64式7.62毫米自動步槍的後繼，並由豐和工業基于美製AR-18突擊步槍開發而成，亦是根據NATO標準的5.56毫米口徑突击步枪。日本自卫队於1989年開始配備前線及使用。另外，89式亦在日本海上保安廳及日本警察的特殊急襲部隊中配備及使用。

## 特徵
作為豐和64式7.62毫米自動步槍後繼產品，89式步槍在研制之初就針對64式步槍缺點做了一係列改進： 
- 重量低：尺寸比64式明顯縮小，該槍全長只有0.920米（折疊槍托時的長度0.67米），重量也從5.1公斤下降到4.15公斤。
- 防塵蓋改進：與64式步槍不同，可前後移動，不射擊時向前推上，射擊時在槍機拉柄後退過程中向後推開。
- 增加射擊方式：比64式增加了3連發點射的設計，且可卸式3發點射機構安排在扳機後部採獨立設計，不與單、連發基本扳機機構連為一體。[3]該發射模式順序為：ア（安全）→ レ（全自動）→3（三點發）→タ（半自動）。
- 改進瞄準具：64式瞄準具為折疊式，射擊時需要先用手立起，較為繁瑣89式步槍改用固定式機械瞄準具。
- 改進槍機閉鎖機構：採用了與M16系列一樣的轉拴式槍栓閉鎖機構，機頭上有7個閉鎖突筍閉鎖在槍管節套中。有2根槍機復進簧，機匣用鋼板衝壓而成，鋼製拉機柄不是焊接在槍機上而是為兩個可分開的零件。
- 改進快慢機：89式快慢機只需用手指即可輕鬆操作，和需要整隻手才能操作射擊選擇鈕的64式相比，便利性有了明顯提高。
- 緩衝式活塞系統：89式的活塞和活塞筒設計相當獨特，這種緩衝式設計不僅能有效避免火藥氣體污染槍機，還有助于提高其動作可靠性和零部件壽命。據說借助這種緩衝式活塞和槍口制退器，能將發射時後坐力減少60%，防止了槍體震動，大幅提高射擊精度。
- 刺刀：89式步槍有專用刺刀，與美軍現役M9刺刀不通用（刀柄長度和卡榫不同）。
- 枪榴弹：89式步槍可裝上大金工業開發的06式枪榴弹。

除這些措施，89式還繼續保留了64式上的兩腳架和64式的直槍托設計。選擇腳架而放棄流行的槍榴彈加掛能力；全面傳承了日本步兵精準射擊至上的傳統，可說是日本槍械一貫特色。但是其高達3900美元的單價成本比美國M16高出8倍以上，更比AK-47高16倍，即便日後因量產降低成本，到平成20年的購買契約書的換算單價一把仍然需要28萬日幣（約3000美元），也算是再次體現了日本自衛隊武器高質低量的特徵。

## 最新發展
自衛隊駐伊拉克海外維和派遣部隊，所使用89式步槍之快慢機切換鈕從原本的右置式改成左置式（此為暫時性措施，回國後將改回原本的右置型式）。
目前已經研發完成的06式槍榴彈（大金工業研製），會搭配89式步槍使用，作為其輔助點面殺傷武器。

## 流行文化

### 登場作品

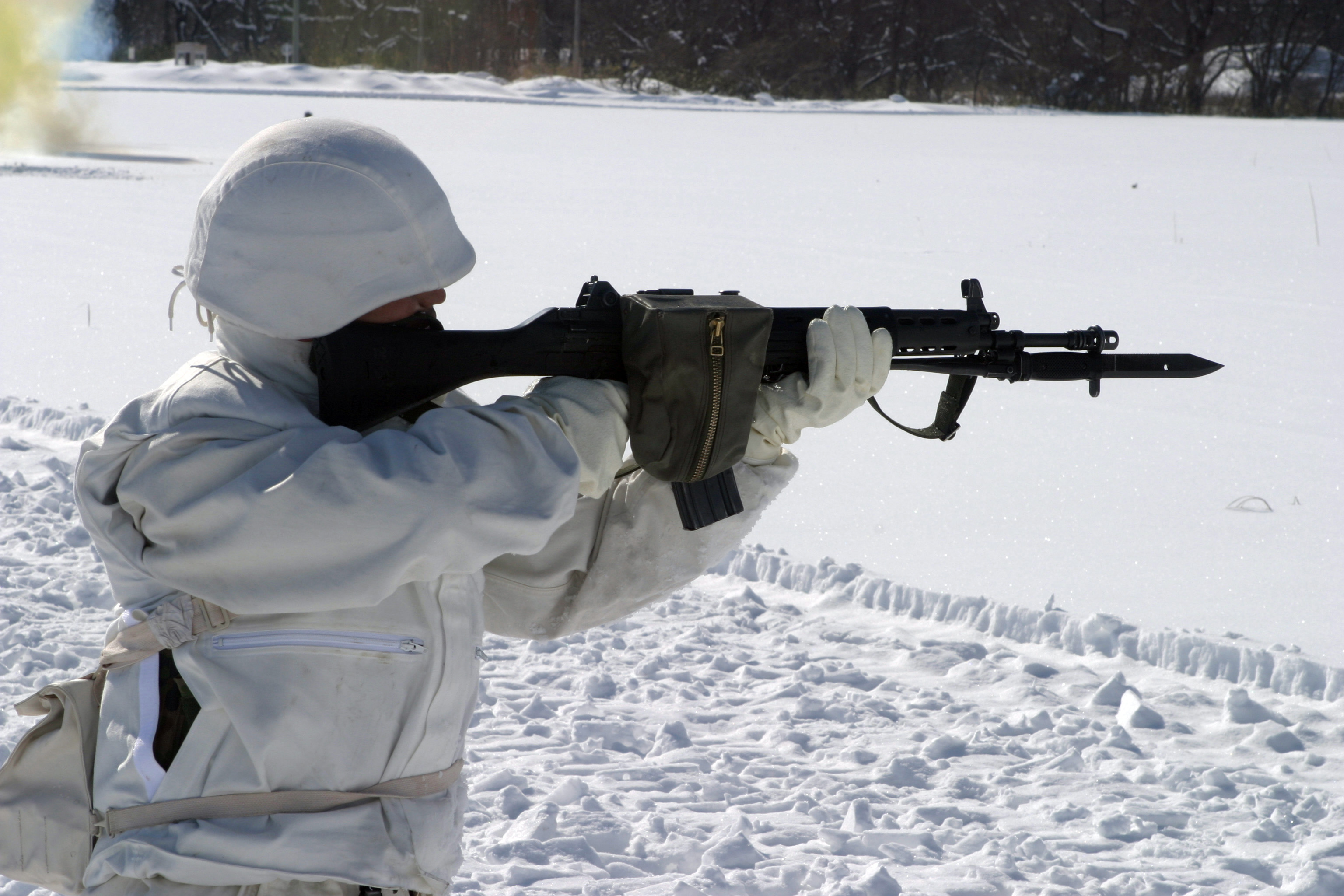
雪地演習的89式步槍外加刺刀

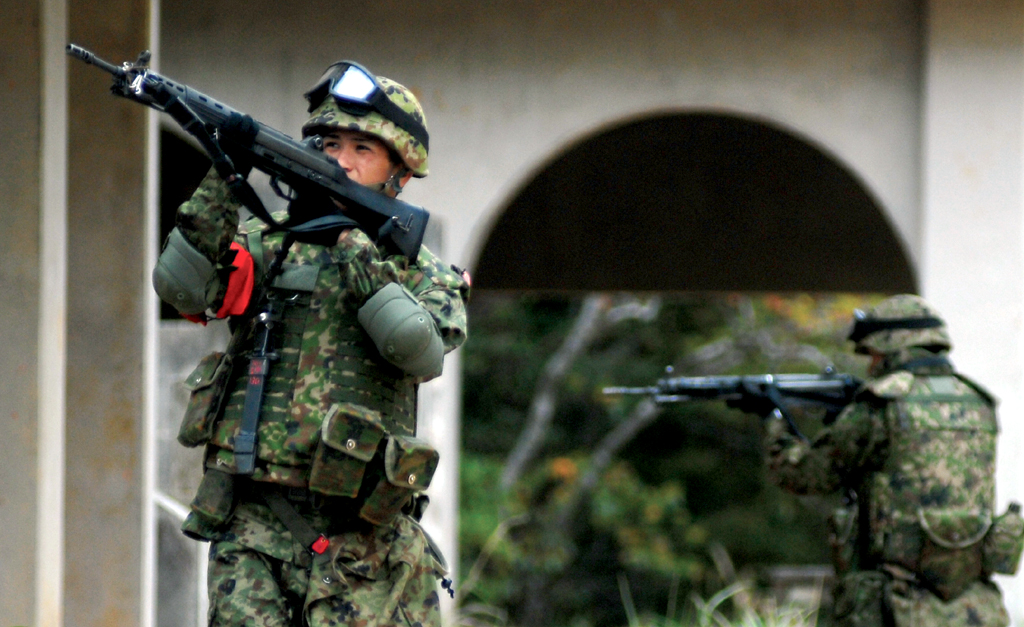
城市演習中的89式步槍

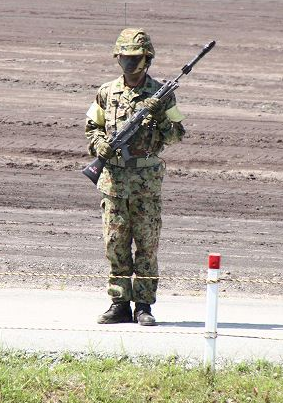
外加槍榴彈

89式步槍曾於一些有關自衛隊及軍武題材的艺术作品中出現。
- 『戰國自衛隊1549』
- 『戰國自衛隊・關原之戰』
- 『宣戰布告 (小説)』
- 『數码寶貝馴獸師』
- 『死魂曲2』
- 『最终兵器少女』
- 『圖書館戰爭』
- 『驚爆危機』
- 『GATE 奇幻自衛隊』
- 『學園默示錄』
- 『卡美拉2雷吉翁襲來』
- 『魔法少女小圓』
- 『核爆末世錄』
- 『刀劍神域外傳Gun Gale Online』
- 『少女前線』

## 關連項目
- AR-18突擊步槍
- 豐和64式7.62毫米自動步槍
- 豐和20式5.56毫米突擊步槍
- NTK-62
- 陸上自衛隊
- 各國軍隊制式步槍列表

## 外部連結
- .   [2008-12-31]. （原始内容存档于2009-01-07）.
- .   [2008-12-31]. （原始内容存档于2008-12-22）.
- .   [2008-12-31]. （原始内容存档于2009-02-28）.
- .   [2008-12-31]. （原始内容存档于2009-01-19）.
- .   [2008-12-31]. （原始内容存档于2009-02-24）.
- （日語）—